# Maksim Opalev
Maksim Opalev (em russo:  Максим Александрович Опалев, Volgogrado, 4 de abril de 1979) é um velocista russo na modalidade de canoagem.

## Carreira
Foi vencedor da medalha de ouro em C-1 500 metros em Pequim 2008.